# 小眼须鳅
小眼须鳅（学名：Barbatula microphthalma）为鳅科须鳅属的鱼类，俗名小眼条鳅。在中国，分布于新疆的哈密、吐鲁番和托克逊等地的自流水体等。该物种的模式产地在哈密。

## 扩展阅读
維基物種上的相關：小眼须鳅